# Didi Ateni
Didi Ateni (gruz. დიდი ატენი) – wieś w Gruzji, w regionie Wewnętrzna Kartlia, w gminie Gori. W 2014 roku liczyła 196 mieszkańców.